# 沖縄のロゼッタストーン
沖縄のロゼッタストーン（おきなわのロゼッタストーン）は沖縄県で発見された線刻石板である。
1933年、沖縄県中頭郡嘉手納町の野国総管の墓付近において、熊本医科大学（現熊本大学）学長・山崎正董と沖縄研究者・島袋源一郎により発見されたのが最初とされている。
2008年までに13枚発見されており、12枚が現存する（1枚は紛失）。一部が沖縄県立博物館・美術館に収蔵されている（資料名：線刻された石版）。内容は船や農業作業、建造物や動物だと思われる絵のほか、Nや十などの簡単な文字模様が石板一面に刻まれている。年代は不明であり、どの民族やどの文明に由来するかも不明である。
言語学研究者のマーク・ローザは、「屋判」やーばん（家紋のようなもの・屋号を示すもの）に近いのではないかと推測している。